# Косово (Тухольський повіт)
Косово (пол. Kosowo) — село в Польщі, у гміні Цекцин Тухольського повіту Куявсько-Поморського воєводства.
У 1975—1998 роках село належало до Бидгощського воєводства.